# Ясавия

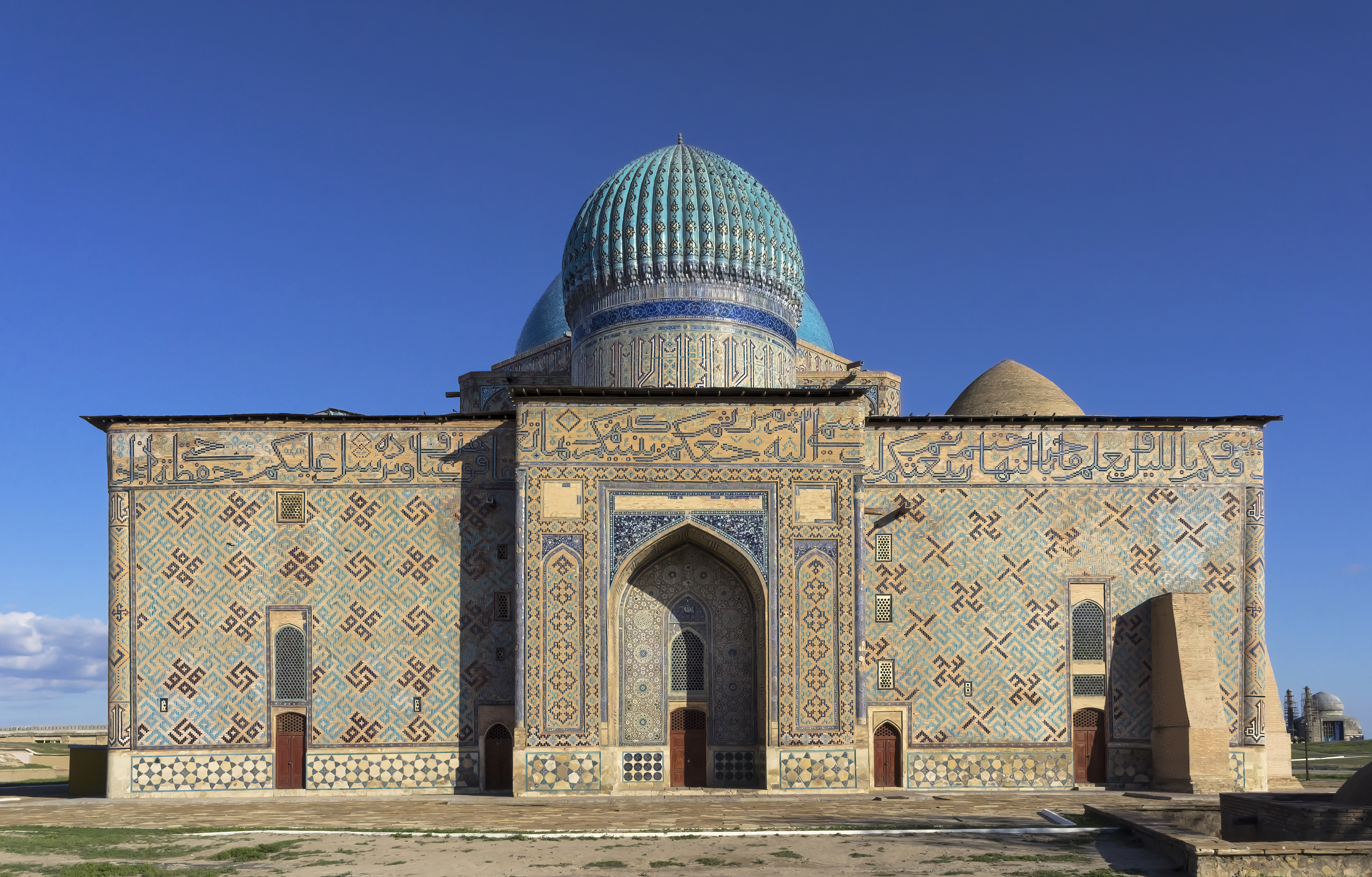
Мавзолей Кожа Ахмета Яссави в городе Туркестан, современная Республика Казахстан.

Ясавия — суфийский тарикат, основанный Ахмедом Ясави. Получил распространение у тюркских народов Центральной Азии.

## Доктрина
Ахмед Ясави был третьим устазом (наставником) тариката Ходжагон (Хваджаган), преемником Юсуфа Хамидани. Отличием тариката Ясавия от другой ветви Ходжагона, тариката Накшбандия, стала приверженность зикри Джали (Джахри), то есть «громкому зикру».
Ясавийский путь совершенствования состоял из 4 основных этапов:
1. Шариат
2. Тарикат
3. Хакикат
4. Маурифат, то есть полное и абсолютное знание Сущего и постижение тайн божественного мира, исчезновение в Боге.

Прохождение Пути у ясавийа было одним из самых сложных среди суфийских тарикатов других регионов. Например, каждый из упомянутых четырёх этапов делился ещё на десять отдельных «стоянок» — макам, причём их преодоление было чрезвычайно трудным. Ходжа Ахмед предупреждал шейхов, что, не познавшие в конечном итоге семидесяти наук и не прошедшие семидесяти стоянок, стоят не больше идола.
Известными халифами тариката Ясавия были: Мансур Ата, Саид Ата Хорезми, Сулейман Ата Бакыргани, Абдулмалик Ата, Тадж Ходжа и его сын Занги-Ата, Узун Хасан Ата, Сейид Ата, Садр Ата, Бадр Ата.

## Силсила
Силсила — духовная генеалогия глав суфийских тарикатов, цепь посвящения и обретения благодати от предыдущего шейха.

### Силсила до Ахмеда Ясави
1. Пророк Мухаммад
2. Абу Бакр Ас-Сыддик
3. Салман Аль-Фариси
4. Касим бин Мухаммад
5. Джафар Ас-Садик
6. Абу Язид Аль-Бастами
7. Абульхасан Аль-Харкани
8. Абу Али Фармади
9. Юсуф Хамадани
10. Абдулла Верки из Хорезма
11. Мухаммед Хасан бин Хусейн аль-Андаки (ум. 1157)
12. Ахмед Ясави

### Силсила от Ахмеда Ясави
1. Ахмед Ясави
2. Хаким-Ата Сулейман Бакыргани
3. Ямин-Ата
4. Шейх Алишайх
5. Занги-Ата
6. Сейид-Ата
7. Мавдуд Шейх
8. Шейх Ходим
9. Шейх Джамал ад-дин Азизон
10. Шейх Худайдод Вали
11. Али Шейх
12. Қосим Шейх
13. Пирим Шейх
14. Олим Шейх (полное имя - Хазрат Азизон Олим Шейх, автор известной книги "Ламахот")
15. Мавлоно Ишан Имло
16. Торемурат Суфи